# Студио (ТВ емисија)
Студио је српска музичка телевизијска емисија која се приказује на Радио-телевизији Србије од 20. марта 2021. године. У емисији регионалне музичке звезде изводе своје највеће хитове, обраде песама, али и премијерно представљају своје нове песме.
Водитељи емисије су Славко Белеслин и Бојан Ивковић.

## Списак емисија
| Епиз. | Датум емитовања | Гости                                                                                   |
| ----- | --------------- | --------------------------------------------------------------------------------------- |
| 1.    | 20. март 2021.  | Невена Божовић, Саша Матић, Тони Цетински                                               |
| 2.    | 27. март 2021.  | Тијана Дапчевић, Кики Лесендрић и Пилоти                                                |
| 3.    | 3. април 2021.  | Звонимир Ђукић Ђуле, Стефан Миленковић, Петар Грашо, Тончи Хуљић                        |
| 4.    | 10. април 2021. | Лепа Брена, Иван Тасовац                                                                |
| 5.    | 17. април 2021. | Нина Бадрић, Џенан Лончаревић,                                                          |
| 6.    | 24. април 2021. | Харис Џиновић, Невена Божовић, Тропико бенд                                             |
| 7.    | 8. мај 2021.    | Сара Јо, Ацо Пејовић,                                                                   |
| 8.    | 15. мај 2021.   | Јелена Гавриловић, Магла бенд                                                           |
| 9.    | 5. јун 2021.    | Наташа Беквалац, Јелена Розга                                                           |
| 10.   | 12. јун 2021.   | Калиопи, Марко Луис, Лена Ковачевић, Ивана Петерс, Игор Симић                           |
| 11.   | 19. јун 2021.   | Жељко Шашић, Зијо Валентино, Каја Остојић                                               |
| 12.   | 26. јун 2021.   | Симфонијски оркестар РТС, Дејан Петровић биг бенд, Едита Арадиновић, Данијел Кајмакоски |